# Aruba vid världsmästerskapen i friidrott 2022
Aruba tävlade vid världsmästerskapen i friidrott 2022 i Eugene i USA mellan den 15 och 24 juli 2022. Aruba hade en trupp på en idrottare.

## Resultat
Gång- och löpgrenar
| Idrottare          | Gren                  | Försöksheat   | Försöksheat | Final            | Final            |
| Idrottare          | Gren                  | Resultat      | Placering   | Resultat         | Placering        |
| ------------------ | --------------------- | ------------- | ----------- | ---------------- | ---------------- |
| Jethro Saint-Fleur | Herrarnas 5 000 meter | 16.04,46 0PB0 | 41          | Gick inte vidare | Gick inte vidare |